# Zwemmen op de Middellandse Zeespelen 1955
Zwemmen is een van de sporten die beoefend werden tijdens de Middellandse Zeespelen 1955 in Barcelona, Spanje. Er waren acht onderdelen, alle voor mannen.

## Uitslagen
| Event                | Goud             | Goud    | Zilver                | Zilver  | Brons             | Brons   |
| -------------------- | ---------------- | ------- | --------------------- | ------- | ----------------- | ------- |
| 100 m vrije slag     | Aldo Eminente    | 59,7    | Abd El Aziz El Shafei | 1.00,2  | Alfonso Buonocore | 1.00,4  |
| 400 m vrije slag     | Jean Boiteux     | 4.42,2  | Angelo Romani         | 4.42,4  | Guy Montserret    | 4.49,5  |
| 1500 m vrije slag    | Jean Boiteux     | 19.14,1 | Jacques Collignon     | 19.31,4 | Guy Montserret    | 19.40,0 |
| 100 m rugslag        | Gilbert Bozon    | 1.06,2  | Gérard Coignot        | 1.09,5  | Egidio Massaria   | 1.10,6  |
| 200 m schoolslag     | Hugues Broussard | 2.47,8  | Jesús Dominguez       | 2.52,3  | Roberto Lazzari   | 2.52,3  |
| 200 m vlinderslag    | Maurice Lusien   | 2.41,7  | Roberto Lazzari       | 2.44,3  | Eduardo Ley       | 2.44,9  |
| 4 x 200 m vrije slag | Frankrijk        | 9.03,8  | Italië                | 9.13,3  | Spanje            | 9.19,4  |
| 4 x 100 m wisselslag | Frankrijk        | 4.35,8  | Italië                | 4.43,4  | Spanje            | 4.47,0  |

## Medaillespiegel
| Plaats | Land      | Goud | Zilver | Brons | Totaal |
| 1      | Frankrijk | 8    | 2      | 2     | 12     |
| 2      | Italië    | 0    | 4      | 3     | 7      |
| 3      | Spanje    | 0    | 1      | 3     | 4      |
| 4      | Egypte    | 0    | 1      | 0     | 1      |
| Totaal | Totaal    | 8    | 8      | 8     | 24     |

1951 · 1955 · 1959 · 1963 · 1967 · 1971 · 1975 · 1979 · 1983 · 1987 · 1991 · 1993 · 1997 · 2001 · 2005 · 2009 · 2013 · 2018 · 2022
Atletiek · Basketbal · Boksen · Gewichtheffen · Gymnastiek · Hockey · Paardensport · Roeien · Rolhockey · Rugby · Schermen · Schietsport · Schoonspringen · Voetbal · Waterpolo · Wielersport · Worstelen · Zeilen · Zwemmen